# Freelandia Travel Club
Freelandi va ser una companyia aèria de baix cost que va operar de 1973 a principis de 1974, propietat del fundador Kenneth Moss.

## Història

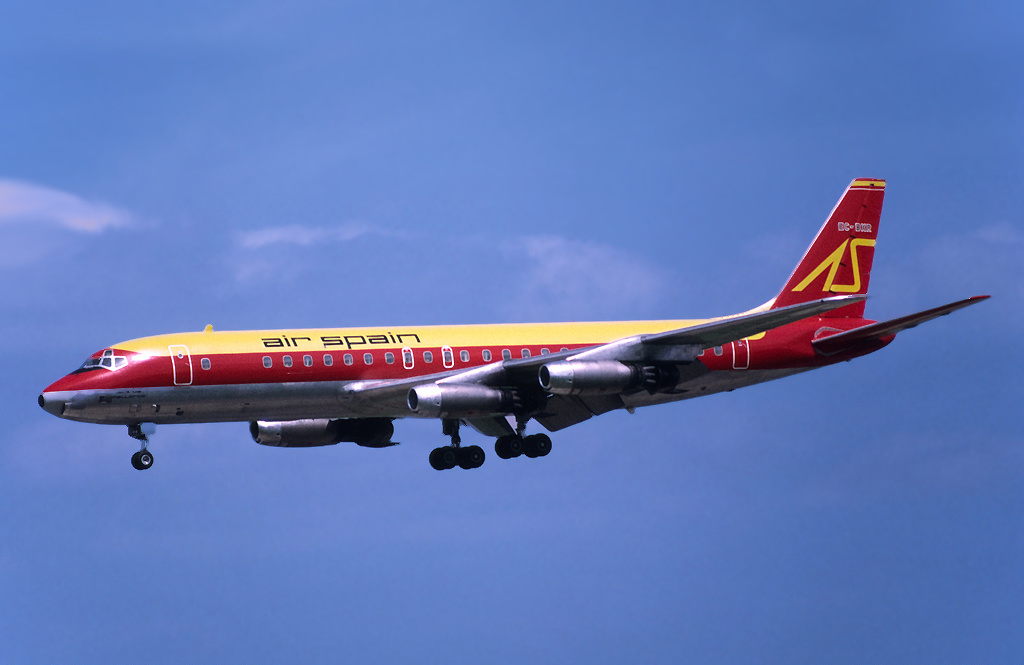
Douglas DC-8-21, un model semblant va ser l'escollit per Freelandia

Kenneth Moss va guanyar 1,5 milions de dòlars a la borsa abans dels vint-i-sis anys (equivalent a 10.200.000 dòlars el 2018).  D'aquests diners, 1,15 milions de dòlars els va invertir en funda la companyia Freelandia, i va poder rebre la certificació de l'Administració de l'aviació federal per operar el 7 d'agost de 1973.  La companyia va ser fundada sense ànim de lucre, Moss va informar que els ingressos que excedissin els costos operatius es donarien a causes dignes com ara, clíniques gratuïtes, escoles gratuïtes i cultura general.
Va fer volar un únic avió (un DC-8-21) que estava pintat íntegrament de color groc crema amb una mà ondulant com a logotip. Estava equipat amb 149 places, totes elles de primera classe, i un saló de 7 places que permetria barrejar-se entre els passatgers. El servei de vol oferia menjar ecològic, música rock i un llit d'aigua. Les opcions d'entreteniment incloïen llibres, escacs, videojocs i una màquina de pinball.  Cap membre del personal de la companyia tenia menys de 10.000 hores d'experiència en el vol professional.
El seu primer vol va tenir lloc el 18 de setembre de 1973 de San Francisco a Honolulu.

## Companyia de baix cost
Per a poder tenir uns preus més baixos que la competència, Kenneth Moss, va evitar les altes taxes del Consell d'Aeronàutica Civil, doncs no va declarar Freelandia com una companyia aèria, sinó com un club de viatges privat. Feia que els seus membres poguessin votar on volien que volessin els avions de la companyia (La companyia va dir que havia obtingut fins i tot, drets d'aterratge a Hong Kong, Iugoslàvia i Amèrica del Sud).
Per exemple, les tarifes anunciades eren uns 30 dòlars més barates que altres companyies aèries per fer el vol de San Francisco a Honolulu, i uns 200 dòlars menys de l'habitual per als vols des de la Costa Oest a Brussel·les. La companyia va declarar que tres mil persones s'havien inscrit en el club abans del primer vol.

## Final de la Companyia
Les operacions van acabar en un any després de la creació a causa de les baixes vendes, el novembre de 1973 es van cancel·lar tots els vols a l'estranger perquè l'empresa no va poder omplir els vols. La companyia va volar aproximadament 40 o 50 vols, principalment de costa a costa, abans que les operacions cessessin, l'interès dels membres no era suficient per omplir els vols i fer-los rendibles. Tot i que es va informar que els vols a Hawaii es produirien tres cops al mes, només va volar allà dues vegades i la segona vegada va tenir problemes per obtenir combustible per a la tornada.  
A finals de 1974 la companyia i el seu fundador van ser acusats per l'estat de Califòrnia de falsa publicitat i pràctiques comercials fraudulentes; Finalment es va resoldre amb una demanda econòmica de 60.000 dòlars, però no es va haver de pagar perquè el valor net de la companyia es trobava a menys de 1.000 dòlars.
Després de cessar les operacions aèries, el fundador Kenneth Moss va ser acusat d'assassinat per proporcionar il·legítimament estupefaents en la mort de Robbie McIntoshel, bateria de la banda Media White Band a casa d'en Moss, el setembre de 1974. Es va declarar culpable i va ser condemnat a cent vint dies de presó i quatre anys de llibertat condicional.